# Euhybus genitivus
Euhybus genitivus är en tvåvingeart som beskrevs av Axel Leonard Melander 1927. Euhybus genitivus ingår i släktet Euhybus och familjen puckeldansflugor.
Artens utbredningsområde är New Hampshire. Inga underarter finns listade i Catalogue of Life.